# Päijänne Tavastlands flygmuseum

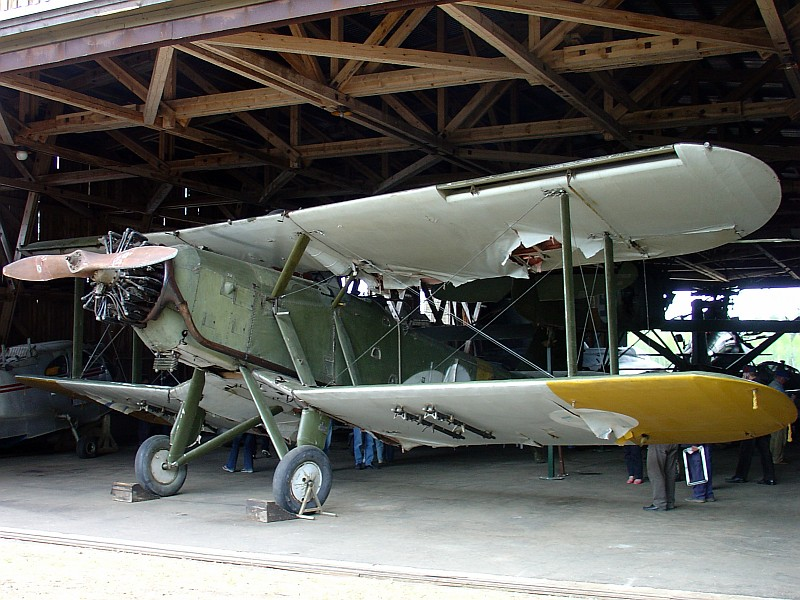
Blackburn Ripon IIF

Päijänne Tavastlands flygmuseum (finska: Päijät-Hämeen ilmailumuseo) var länge känt under namnet Vesivehmaan varastohalli. Museet är beläget vid Lahtis flygfält. Museet i dess nuvarande form öppnades den 19 maj 2006.
Museet visar främst upp flygplan och helikoptrar som tjänstgjort i det finländska flygvapnet. Redan år 1948 beslutade det finländska flygvapnet att placera en del av de bortarrangerade flygplanen i en förvaringshall i Vesivehma. Här fanns under en lång tid flera äldre militärflygplan. Flygvapnet sålde dock en stor del av flygplanen från andra världskriget som skrot.
Museet upprätthålls av Lahden ilmasilta (LIS), som grundades den 15 november 1962. Detta är en gillesorganisation som är till för att bevara flygplanen som uppgår till ett tjugotal. 
Museet är öppet sommartid, samt vid överenskomna tider.

## Samlingar
Flygplan som tjänat i det finländska flygvapnet
- Blackburn Ripon II F - brittiskt spaningsflygplan. Museet har det enda Riponflygplanet i världen.
- Folland Gnat Mk.1, brittiskt jaktflygplan från 1950-talet.
- Fouga Magister CM 170, franskt skoljaktplan från början av 1960-talet.
- MiG-15 UTI, sovjetiskt skoljetflygplan från 1950-talet.
- MiG-21bis, sovjetiskt jaktplan från 1970-talet.
- Mil Mi-8 P, sovjetisk transporthelikopter.
- Saab J 35S Draken, svenskt jaktplan från 1970-talet.

Restaurerade flygplan från det finländska flygvapnet
- Aero A-32, tjeckoslovakiskt spaningsplan
- Caudron C.59, franskt spaningsplan från 1920-talet.
- Caudron-Renault C. R. 714, franskt jaktplan från det andra världskriget.
- Vampire Mk 55, brittiskt övningsjaktplan från början av 1950-talet.  Flygplansskrovet är i mycket dåligt skick, men visar hur dess träkonstruktion är tillverkat.
- I.V.L. D.26 Haukka I, finländskt jaktplan från 1920-talets slut.
- VL E.30 Kotka II, finländskt jaktplan.

Restaurerade civilflygplan
- I.V.L. K.1 Kurki, finländskt civilflygplan från slutet av 1920-talet som även var känt under namnet "Järvisen laatikko" (Järvinens låda) efter sin konstruktör Asser Järvinen.Detta flygplan kan dock ha funnits med i det finländska flygvapnets rullor.
- Republic RC-3 Seabee, en amerikansk liten flygbåt från 1940-talet.
- Kassel 12A, ett tyskt segelflygplan från 1930-talet (hänger uppe i taket)

Att man har en relativt stor samling flygplan från 1920-talet beror på ett dåtida beslut av det finländska flygvapnet att spara åtminstone ett exemplar av varje flygplansmodell. Metallflygplanen från 1930-talet dög som skrotmetall efter det andra världskriget. Restaureringstanken föddes först i början på 1960-talet och då var denna samling i en nyckelposition.